# 扎拉夫尚紅沙足球會
扎拉夫尚紅沙是一家位於扎拉夫尚的烏茲別克足球俱樂部。他們參加了烏茲別克超級足球聯賽。隊名中Qizilqum在烏茲別克語中意為「紅沙」，也是當地沙漠的名稱。

## 歷史
球隊成立於 1967 年，當時名為Progress(進步)。俱樂部多次更名，在被稱為Progress(進步)之後被稱為Qizilqum(紅沙)。自 1997 年以來，它一直扮演著Qizilqum的角色。俱樂部於 2000 年在烏茲別克聯賽中首次亮相。在其第一個賽季中，俱樂部排名第 11 位。一年後，在 2001 賽季，俱樂部在最後的聯賽積分榜上排名第 6。在2002 賽季結束時，俱樂部排名第三，僅次於亞軍費爾幹納石油工人，這是他們迄2002年為止在烏茲別克聯賽中的最高排名。自 2000 年以來，該俱樂部一直在烏茲別克足球的頂級聯賽中踢球。